# The Dagger of Amon Ra
The Dagger of Amon Ra (souvent appelé Laura Bow 2 à l'époque) est un jeu vidéo d'aventure en pointer-et-cliquer développé et édité par Sierra On-Line, sorti en 1992 sur DOS et Windows.
Le jeu met en scène l'enquêtrice Laura Bow et fait suite à The Colonel's Bequest.

## Accueil
- Adventure Gamers : 2,5/5[2]